# John Riley (luchador)
John Riley (Chicago, Estados Unidos, 13 de junio de 1909-22 de marzo de 1993), también llamado Jack Riley, fue un deportista estadounidense especialista en lucha libre olímpica donde llegó a ser subcampeón olímpico en Los Ángeles 1932.

## Carrera deportiva
En los Juegos Olímpicos de 1932 celebrados en Los Ángeles ganó la medalla de plata en lucha libre olímpica estilo peso pesado, siendo superado por el sueco Johan Richthoff (oro) y por delante del austriaco Nickolaus Hirschl (bronce).